# Li Jue
En una onomàstica xinesa Li es el cognom i Jue el prenom.
No confondre amb el militar Li Jue (Dinastia Han).
Li Jue (xinès simplificat: 李珏  ) (Yunnan 1990 -). Actriu, guionista i directora de cinema xinesa.

## Biografia
Li Jue va néixer l'any 1990 a la província de Yunnan a la Xina. Va estudiar a l'Acadèmia de Cinema de Nova York i a l’Escola Internacional Índia Whistling Woods, hi ha continuat amb estudis en el món de la interpretació i direcció, als Estats Units, l’Índia i la Xina.
Com actriu va començar l'any 2014 en el curtmetratge "Final Cout" (2014) de la cineasta indú Daria Ghai. És la història d'una dona que durant el seu viatge a l'Índia té una estada curta en un restaurant càlid i colorit enmig d'uns personatges interessants. Quan està a punt de marxar, s'adona que està atrapada en una situació inusual i els seus intents desesperats per sortir-ne resulten en el tall final.
També ha actuat en pel·lícules com "Out of Crimes" dirigida per Zhiguo Zuo (Peter Zuo) que va ser seleccionada en el Festival Internacional de Cinema de Varsòvia del 2018. Abans de filmar la seva primera pel·lícula ha desenvolupat una amplia trajectoria com a guionista, col·laborant amb directors com Li Mingming, Zhan Shu, Fu Zien i Tou Guan.
Amb el seu curt Landing Report, va rebre el premi del jurat a Menció Especial a la revista Youth Film Handbook, el 2020. El seu últim llargmetratge, Yangzi’s Confusion, ha sigut nominada com a Millor Pel·lícula al Festival Internacional de Cinema de Pequín del 2023. Aquest film va obrir la Secció Oficial del Asian Film Festival Barcelona del 2023.
La pel·lícula es la historia de Yangzi, una nena de deu anys, que li roba el diari a la seva mare i descobreix que va ser abandonada quan era molt petita. A partir d’aquest moment, la comunicació entre la mare i la filla es torna conflictiva. La tensió arriba en el seu punt àlgid durant una reunió familiar, on tres generacions de dones hi són presents. En aquest moment, la Meihui (la mare de la Yangzi) confessa totes les dificultats que ha patit i els seus sentiments de veritat, aconseguint així, que la Yangzi l’entengui millor, i motivar que totes dues treballin juntes per tancar el buit que existeix entre elles i crear una nova relació.

## Filmografia
| Any  | Títol xinès        | Títol anglès                                   | Notes                           |
| ---- | ------------------ | ---------------------------------------------- | ------------------------------- |
| 2014 |                    | Final Cout                                     | Actriu. Dirigida per Daria Ghai |
| 2016 | 站住！别跑！       | Freeze! Guys                                   | Guionista                       |
| 2016 | 我是哪吒           | I Am Nezha                                     | Guionista                       |
| 2017 | 山寨大王           | The Master of Double Face                      | Guionista                       |
| 2018 | 大唐妖物志杀人凤凰 | The Legend of the Tang Dinasty Killing Phoenix | Guionista                       |
| 2018 | 云雾笼罩的山峰     | Out of Crimes                                  | Actriu                          |
| 2020 |                    | Landing Report (curtmetratge)                  | Directora                       |
| 2021 | 三目先生           | Mr. Third Eye                                  | Guionista                       |
| 2023 | 洋子的困惑         | Yangzi’s Confusion/Yoko's Confusion            | Guionista i directora           |